# Pala di Sant'Onofrio
La Pala di Sant'Onofrio è un dipinto a tempera e olio su tavola (221x189 cm) di Luca Signorelli, datato 1484 e conservato nel Museo del Capitolo della Cattedrale di San Lorenzo a Perugia. 

## Storia
L'opera venne dipinta per il Duomo di Perugia nel 1484 su commissione del Vescovo Jacopo Vagnucci, originario di Cortona, e quindi concittadino di Luca. La pala segnò il raggiungimento della maturità del Signorelli, dimostrando la ricchezza degli influssi che egli aveva assimilato nei suoi soggiorni a Roma e nelle Marche.

## Descrizione e stile
L'iconografia è quella della sacra conversazione, con un alto trono della Vergine col Bambino, posto su un piedistallo classicheggiante e coronato da un archetto intagliato, decorato da un festone vegetale. Maria è intenta alla lettura del libro delle Sacre Scritture e anche il bambino sembra esservi interessato, sporgendosi verso di esso come andando incontro alle profezie sulla sua sorte. Egli tiene in mano un giglio bianco, tipico tributo alla verginità e purezza della madre.
Sul primo gradino dorato stanno i santi Giovanni Battista e Lorenzo, sormontati da due angioletti volanti che, in ossequio a un certo horror vacui, riempiono i due angoli superiori. Sul gradino marmoreo sottostante sta seduto al centro un angelo che accorda un liuto, omaggio alle composizioni allora in voga nell'area veneta (forse la Pala di San Cassiano di Antonello da Messina, 1475); sul pavimento infine stanno in posizione simmetrica i santi Onofrio ed Ercolano, protettori di Perugia. La figura dell'angelo, che ascolta il suono della cetra, è molto simile a uno spicchio sopra San Luca della Sagrestia della Cura a Loreto, dipinta pochi anni prima dal Signorelli. 
Lo sfondo è un semplice cielo che schiarisce verso la linea dell'orizzonte, come all'alba. 
La scansione su più livelli, con l'effetto trasparenza del trono, rimanda ai modelli veneto-padovani e ferraresi, in particolare sembra un omaggio a Ercole de' Roberti e alla Pala di Santa Maria in Porto (1479-1481): dopotutto l'artista ferrarese poteva aver incontrato Luca a Urbino, dove è documentato sebbene le opere lì prodotte siano andate perdute. 
La fiera fisionomia del san Lorenzo ricorda opere di scuola fiorentina, come di Donatello (per lo scatto della testa verso il centro della composizione) e di Filippo Lippi (per l'enfasi disegnativa nella linea di contorno del viso). Sant'Ercolano invece appare come una citazione piuttosto fedele del Sant'Agostino di Piero della Francesca (1454-1469 circa), con un piviale ricamato pressoché identico, e il sant'Onofrio riprende invece la fisionomia scarna e debilitata di tanti San Girolamo nel deserto. A Piero rimanda anche la monumentalità della Vergine, mentre il gesto patetico di Giovanni Battista è un'evidente citazione del Perugino. 
All'arte fiamminga, in particolare al Trittico Portinari di Hugo van der Goes (a Firenze dal 1483) rimanda infine la semplice ma toccante natura morta del vaso di vetro in primo piano, con un po' d'acqua e qualche semplice fiorellino.